# フレデリック・マレー
フレデリック・マレー（Frederic またはFrederick Seymour Murray、1894年5月15日 - 1973年7月16日）は、アメリカ合衆国の陸上競技選手である。彼は1920年に開催された1920年アントワープオリンピックに参加して、110メートルハードル走競技で銅メダルを獲得した。

## 経歴
フレデリック・マレーはスタンフォード大学の陸上競技チームに3年間所属し、大学4年になった1916年の時にはキャプテンに任命された。彼は1915年の全米大学体育協会主催の競技会にサンフランシスコのオリンピッククラブの一員として出場し、110ヤード ハードル走と220ヤード ハードル走で優勝している。
マレーは、110メートルハードル走の予選で15秒8の記録で1位となり、準決勝では15秒2の2位で決勝に進出した。決勝ではカナダ代表のアール・トムソンが当時の世界新記録の14秒8で金メダルを獲得し、マレーは同じくアメリカ代表のハロルド・バロンに続いて3位に入って銅メダルを獲得した。
マレーはその後、アメリカ軍のフランス駐留部隊に勤務し、後にメトロポリタン・ニュースペーパー社（Metropolitan Newspaper Service）に入社してスポーツ漫画家となった。